# Opisthopsis pictus
Opisthopsis pictus is een mierensoort uit de onderfamilie van de schubmieren (Formicinae). De wetenschappelijke naam van de soort is voor het eerst geldig gepubliceerd in 1895 door Carlo Emery.
De soort werd verzameld door de Italiaanse naturalist en etnograaf Giovanni Podenzana in Kamerunga, Queensland (Australië).